# Hit and Run (televisieserie uit 2021)
Hit & Run is een 9-delige Israëlische politieke thrillerserie uit 2021. Hoofdrol is voor Lior Raz.
Segev Azulai is een toeristengids uit Tel Aviv, die getrouwd is met de beroemde danseres Daniella. Hij zoekt naar de ware toedracht van de dood van Daniella als zij overlijdt nadat ze expres wordt aangereden. Hij raakt verstrikt in een gevaarlijk web van geheimen en intriges, dat reikt van New York tot Tel Aviv.